# Штранцен, Герд
Герд Штранцен (нем. Gerd Strantzen; 12 декабря 1897, Гамбург — 30 августа 1958) — немецкий хоккеист на траве, нападающий. Бронзовый призёр летних Олимпийских игр 1928 года.

## Биография
Герд Штранцен родился 12 декабря 1897 года в немецком городе Гамбург.
Играл в хоккей на траве за «Берлинер-92».
В 1928 году вошёл в состав сборной Германии по хоккею на траве на летних Олимпийских играх в Амстердаме и завоевал бронзовую медаль. Играл на позиции нападающего, провёл 1 матч, мячей не забивал.
В 1925—1928 годах провёл 7 матчей за сборную Германии.
Работал торговцем.
Умер 30 августа 1958 года.